# Tacuinum sanitatis
El Tacuinum sanitatis (també anomenat Taccuinum sanitatis) es tracta d'un manual medieval principalment sobre salut, dirigit a un públic laic culte, basat en les Taqwim al‑Sihha (en àrab: تقويم الصحة; Taules de salut), un tractat de medicina àrab escrit per Ibn Butlan cap al 1050.
Encara que descriuen amb detall les propietats beneficioses i nocives dels aliments i de les plantes, és més que un herbari, ja que inclou àmplies seccions sobre la respiració, l'exercici, el descans i la salut mental.
De fet, el Tacuinum va donar lloc a dues sèries de manuscrits llatins. La primera sèrie, datada de la segona meitat del segle xiii, consta de traduccions al llatí, relativament fidels al text àrab. La segona sèrie, iniciada a finals del segle xiv, consta de versions simplificades del text, augmentades per nombroses il·lustracions, una per cada tema tractat.
A finals de l'Edat Mitjana, el Tacuinum en la seva versió generosament il·lustrada era molt popular a l'Europa occidental. Una indicació d'aquesta popularitat és l'ús de la paraula taccuino en italià modern que significa qualsevol tipus de manual de butxaca, guia o llibreta.
A més de la seva importància per a l'estudi de la medicina medieval, el Tacuinum permet conèixer la vida quotidiana i el treball en la baixa edat mitjana.

## Contingut

### El manuscrit àrab original
El text àrab original Taqwim al‑Sihha d'Ibn Butlan es coneix a través de 16 còpies que figuren a les biblioteques d'Orient i Occident.
Les prescripcions del llibre s'inspiren en gran part en la teoria dels humors d'Hipòcrates, basada en la teoria dels quatre elements, recollida per Galè i la tradició mèdica grecoromana per després passar al món àrab.
Els aliments, però també els fenòmens atmosfèrics, les estacions i tots els factors ambientals en general es classifiquen en diferents categories segons les qualitats dels elements que els componen en dos eixos (calent-fred, sec-humit) i en una escala que inclou quatre graus.
En la concepció hipocràtica:
| « | La vida biològica de l'home consisteix en un canvi continu de naturalesa des del naixement fins a la mort, en funció de la «mescla» de les qualitats primàries i de la «simpatia» o connexió de les diferents parts del cos. L'harmonia d'aquests elements depèn de la combinació d'un agent intern (calor innata, el seient principal del qual es troba al ventricle esquerre del cor) i dos agents externs: l'aliment i el «pneuma»' o l'aire que entra al cos. | » |

Galè es va basar en el treball de Dioscòrides per elaborar diversos tractats sobre les virtuts curatives de les plantes i els medicaments que se'n deriven. És autor d'una teoria de l'acció curativa basada en la intensitat de les qualitats primàries de cada remei, mesurada en una escala de quatre graus.
Arran de l'expansió islàmica del segle viii i segle xiv, la ciència grega i els seus coneixements mèdics van ser traduïts del grec a l'àrab a la Casa de la saviesa de Bagdad pel metge Hunayn ibn Ishaq, que va implantar el sistema de Galè al món islàmic. Posteriorment, diversos autors (en particular Ali Abbas, Ar-Razí i Avicenna van desenvolupar i enriquir el corpus grec i en van proposar una síntesi d'un gran rigor lògic).
Cap a l'any 1050, Ibn Butlan, un metge iraquià de fe nestoriana, va ser el primer a proposar en el seu Taqwim al-Sihha (Taules de salut) una presentació sintètica en forma de taules dels principis de la dietètica i la higiene. L'obra, que va tenir un gran èxit, va ser traduïda al llatí durant el segle xiii per al rei de Sicília, Manfred I de Sicília (1232 -1266) o el seu successor Carles I d'Anjou. El terme «Taqwin», s'ha popularitzat en la llengua àrab per designar una síntesi pràctica i fiable.

### Manuscrits no il·lustrats

#### Contingut
La primera traducció al llatí del manuscrit àrab es va fer cap al 1250 a petició de la cort de Sicília, després es va copiar amb petites variacions en les dècades següents.
Els continguts s'estructuren al voltant de taules que agrupen la informació de salut sobre un gran nombre d'aliments, comportaments, regions, etc.
Amb lleugeres variacions en funció dels exemplars, totes les taules de l'obra es formen sobre una estructura comuna. Cada element examinat constitueix una línia. En columnes es descriuen les següents característiques:
1. Numerus - número d'ordre del producte tactat;
2. Nomina - el seu nom;
3. Nature - la seva naturalesa determinada segons les quatre qualitats (humit, calent, fred i sec);
4. Gradus - el seu grau assolit pel producte en la seva naturalesa, entre 1 i 4;
5. Melius ex eo - la millor varietat;
6. Juvamentum - la seva utilitat;
7. Nocumentum - la seva nocivitat;
8. Remotio nocumenti - la manera de neutralitzar la seva nocivitat;
9. Generatum - l'efecte resultant de l'ús del producte;
10. Complexiones - l'efecte modulat pel temperament del subjecte;
11. Etates - l'efecte modulat per l'edat del subjecte;
12. Tempora - la interacció de l'element amb l'estació d'administració;
13. Regiones - la interacció amb la regió geogràfica.

Com en l'original àrab, els elements solen agrupar-se en taules de set files. Quaranta taules esquitxen el llibre, intercalades amb textos teòrics. En aquestes primeres traduccions, el format de les taules també es manté molt semblant: les columnes 5 a 8 estan destacades (ampliades), mentre que la primera i l'última columnes són molt compactes i abreujades.

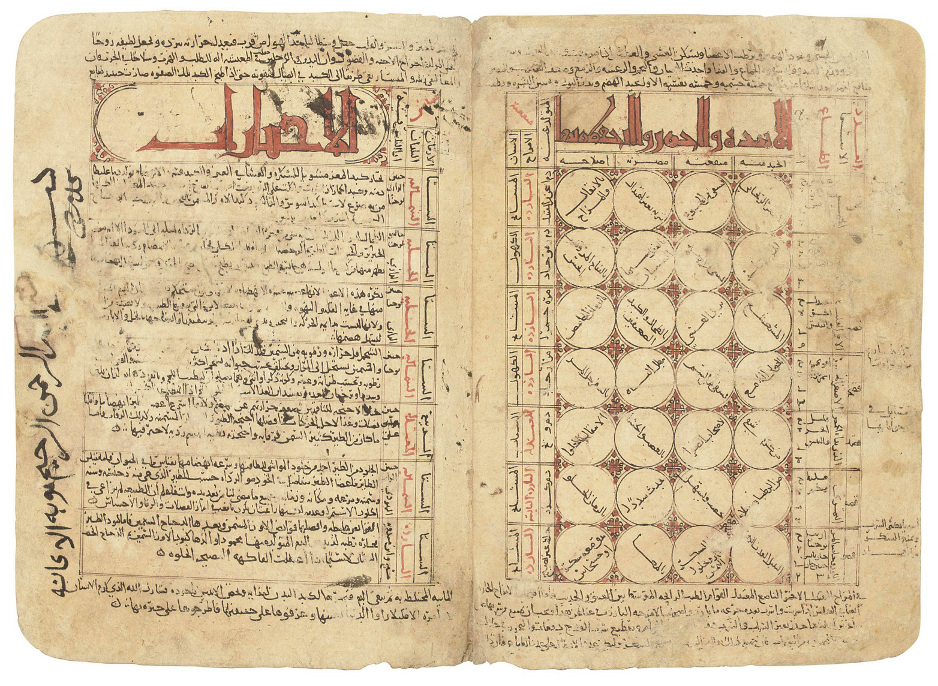
Original àrab, c. 1050
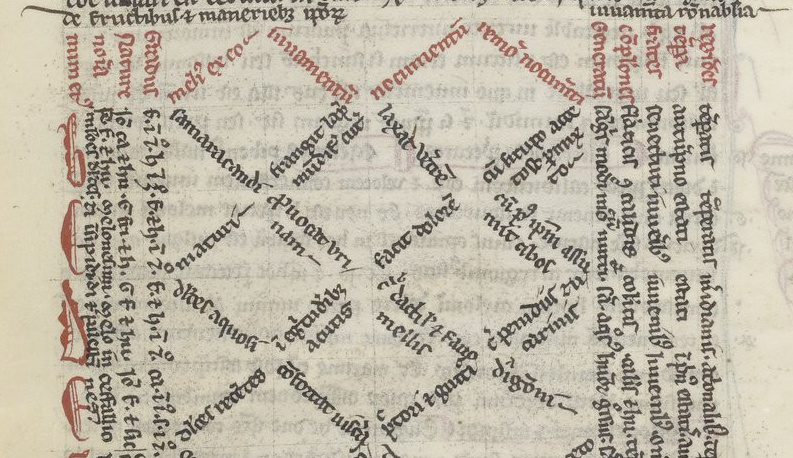
Tacuinum BnF Lat.6977, 1250-1300

#### Exemplars coneguts
Hi hauria diverses desenes de manuscrits d'aquesta primera sèrie a les biblioteques d'Europa. Podem citar els següents:
- el manuscrit Latin 6977 Tacuinum Sanitatis disponible a Gallica, Bibliothèque nationale de France (BnF), París, d'Ibn Butlân, entre 1250 i 1300, 66 fulls, 41 taules, no il·lustrat;
- el manuscrit ms 1501, Biblioteca Angelica, Roma.

### Manuscrits il·lustrats
Les versions il·lustrades del Tacuinum apareixen al nord d'Itàlia a partir de 1380.
L'estructura de les obres canvia considerablement; la quantitat de text es redueix molt, i cada element es tracta en una pàgina separada, amb una il·lustració ocupant la major part de cada llegenda. Les taules desapareixen i cada article conté un breu resum de les indicacions d'origen presentades com a subtítol de la imatge. A banda del títol de l'element, les característiques esmentades generalment es redueixen a cinc ítems.
1. Nature - la seva natura i grau;
2. Melius ex eo - la millor varietat;
3. Juvamentum - la seva utilitat;
4. Nocumentum - la seva nocivitat;
5. Remotio nocumenti - la manera de neutralitzar la seva nocivitat.

També cal destacar altres adaptacions; desapareixen alguns elements originals, desconeguts al nord d'Itàlia, mentre que apareixen d'altres, locals. En alguns casos, la il·lustració té prioritat i alguns subtítols semblen haver estat adaptats o fins i tot imaginats per justificar una escena de gènere.
A més de la seva importància per a l'estudi de la medicina medieval, el Tacuinum també és interessant per a l'estudi de l'agricultura, la botànica, el comerç i més en general la forma de vida de l'època de les il·lustracions. Com a exemple, trobem la primera il·lustració d'una pastanaga, que és una planta moderna per a l'època.
A tall d'il·lustració, la llegenda de l'element Fichus (figa) al Tacuinum il·lustrat de Lieja és:
| Nature : calide et humide in primo                     | Natura : calenta i humida en primer grau                    |
| Melius ex eo : albe et scorticate.                     | Les millors : blanques i pelades                            |
| Iuvamentum : mondificant renes et ab arena subtiliant. | Utilitat : netegen els ronyons i els netegen de la sorra    |
| Nocumentum : inflant et ingrossant.                    | Nocivitat : inflen i engreixen                              |
| Remotio nocumenti : cum muri et siropo accetoso        | Neutralitzar la nocivitat : amb salmorra i xarop de vinagre |

I la pàgina del registre de Fichus (figa) en cinc exemplars del manuscrit, amb estils d'il·lustració força diferents:

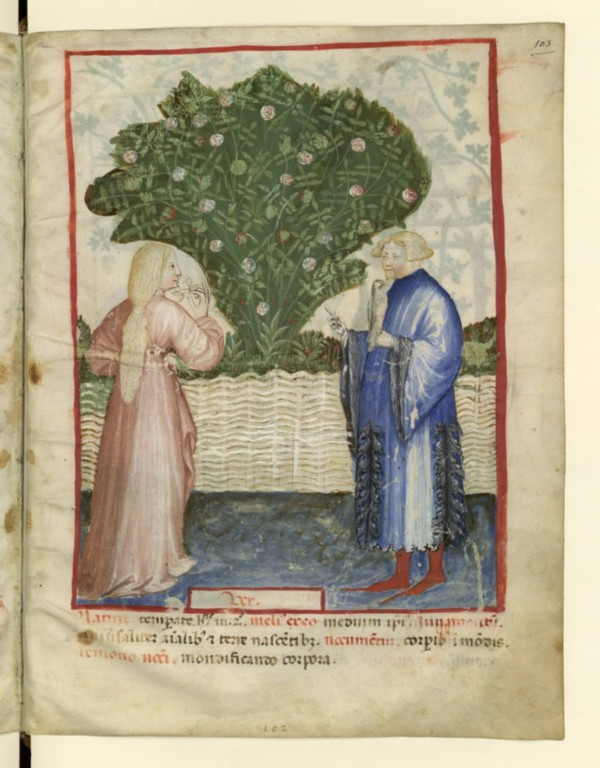
BnF París, NAL. 1673
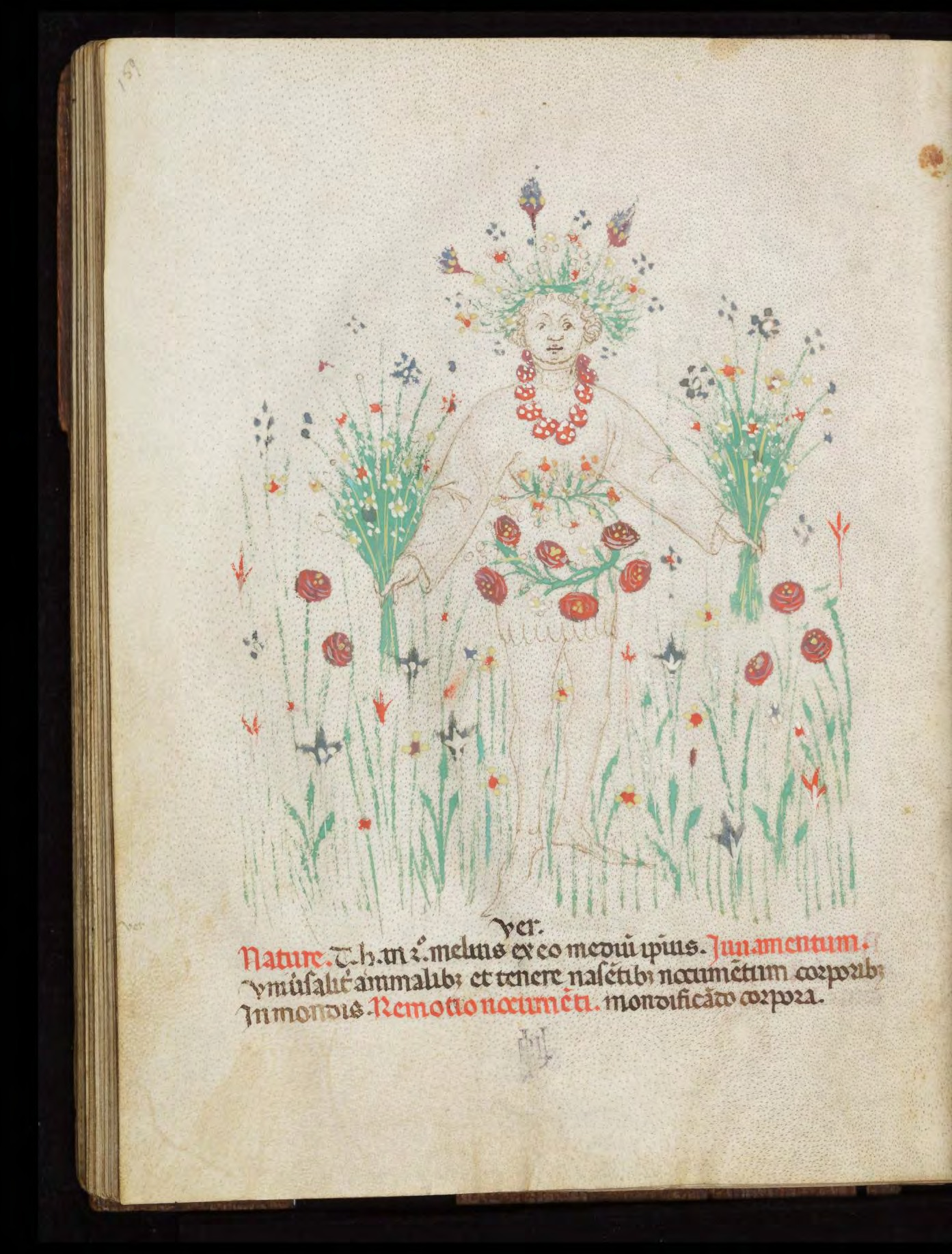
Lieja, ms. 1041
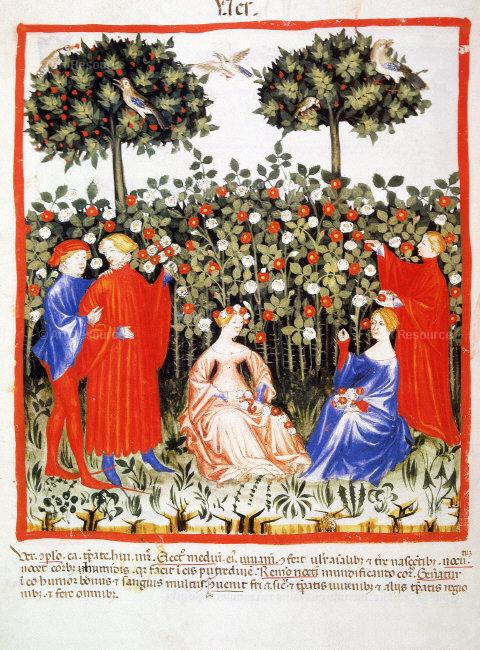
Viena, sn. 2644
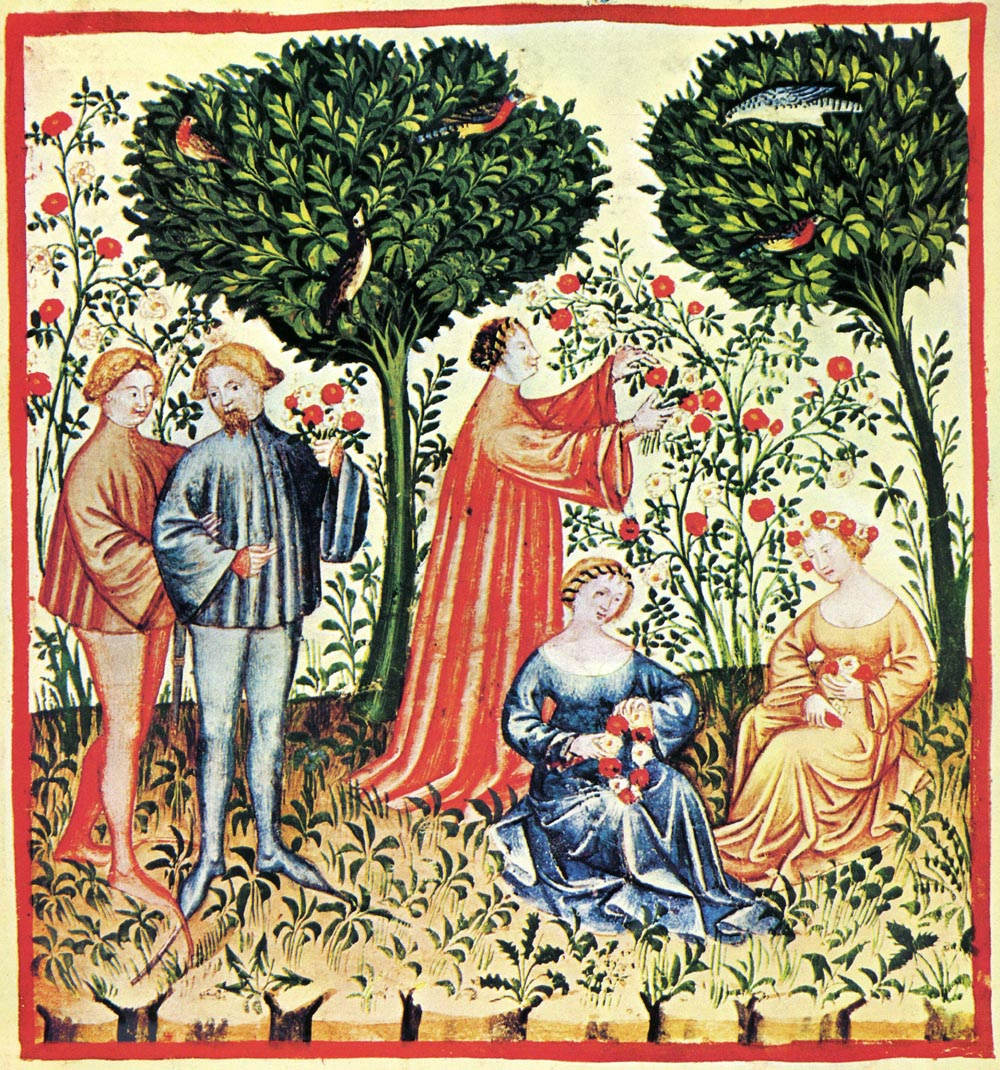
BnF París, Lat. 9333
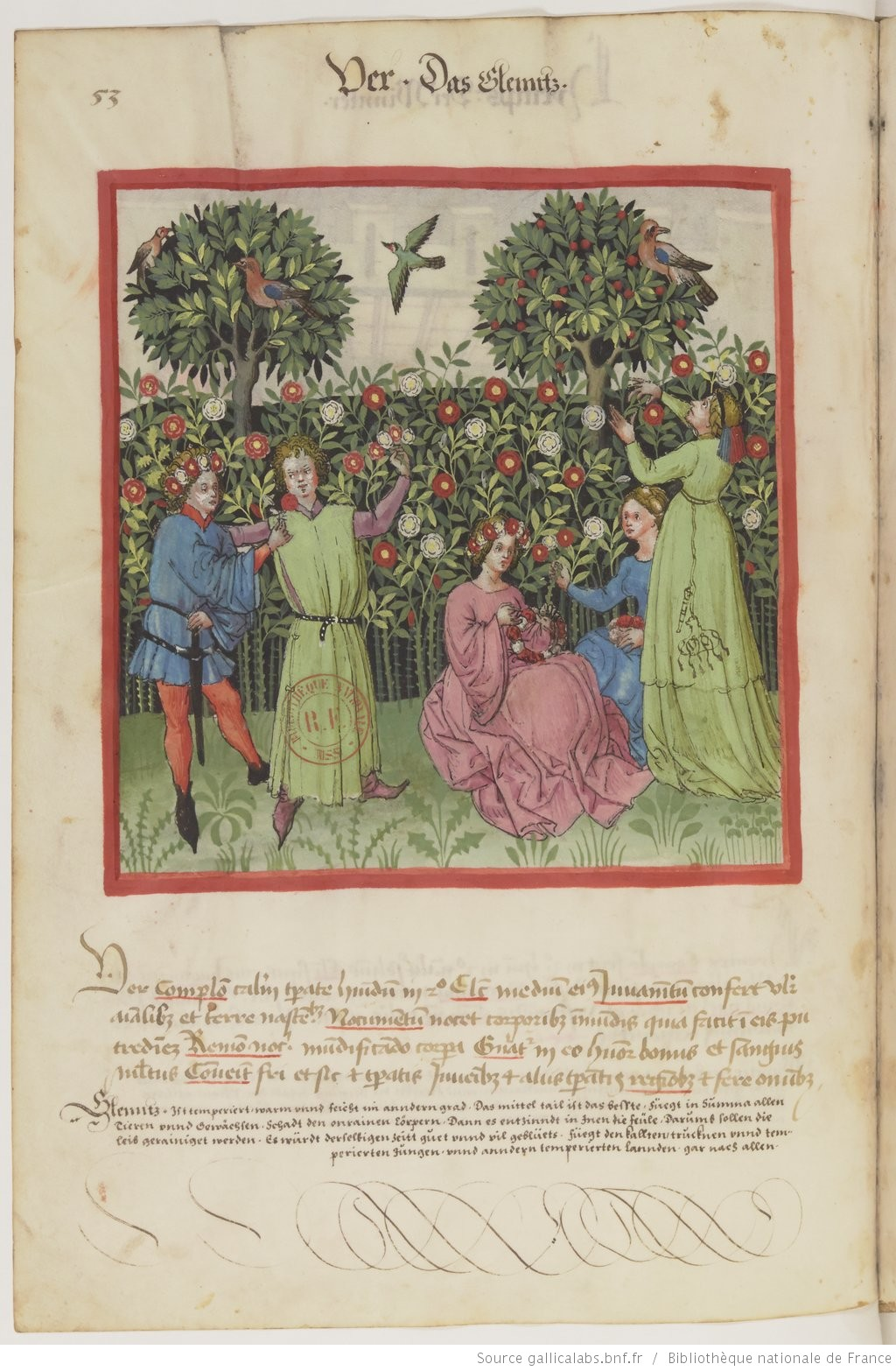
Roan, ms. 3054

També podem comparar diferents versions del registre Ver (primavera):

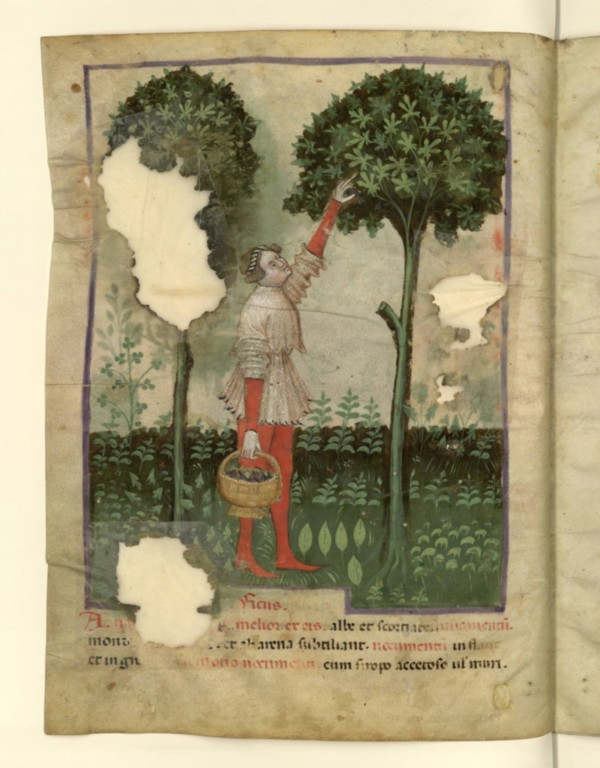
BnF París, NAL. 1673
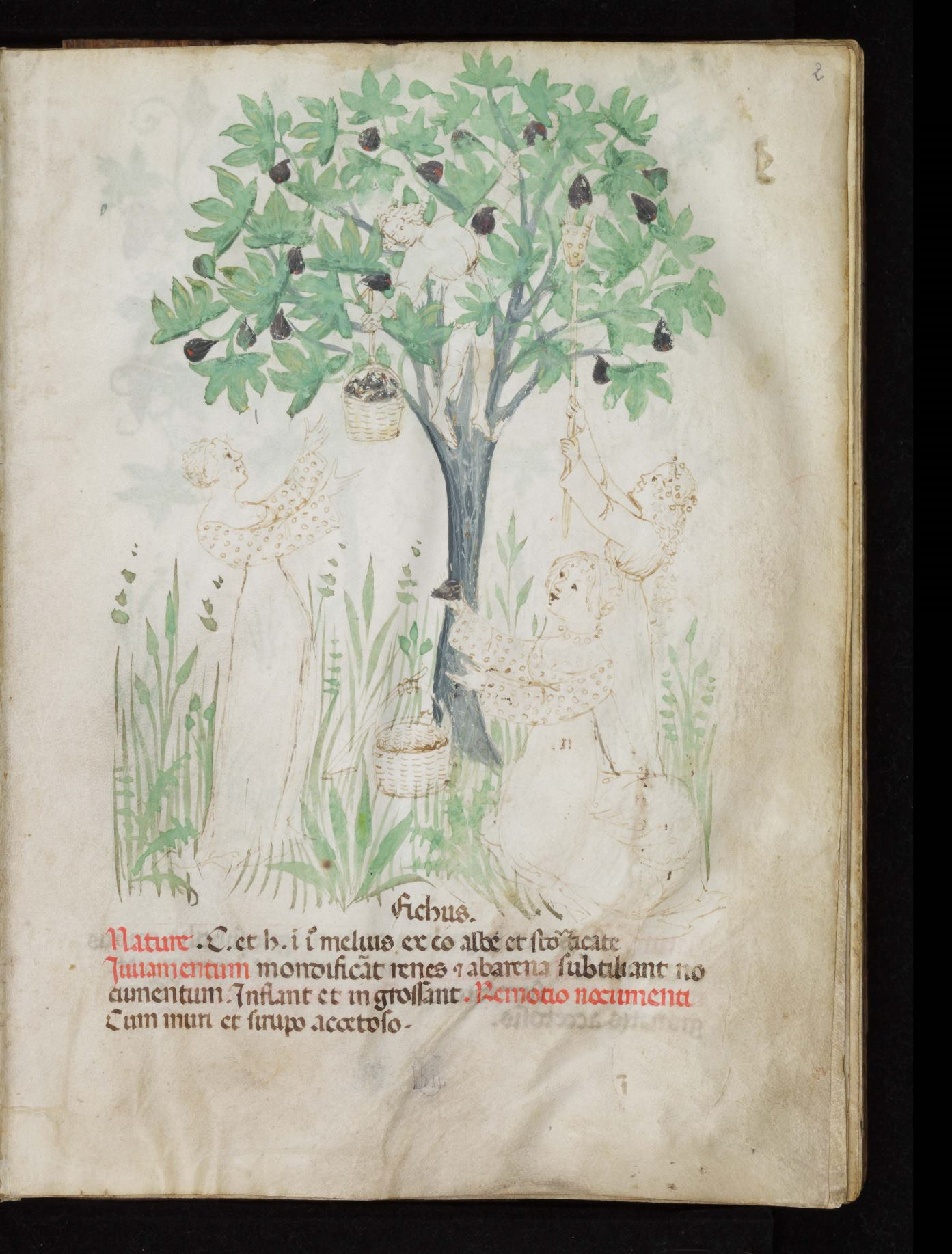
Lieja, ms. 1041
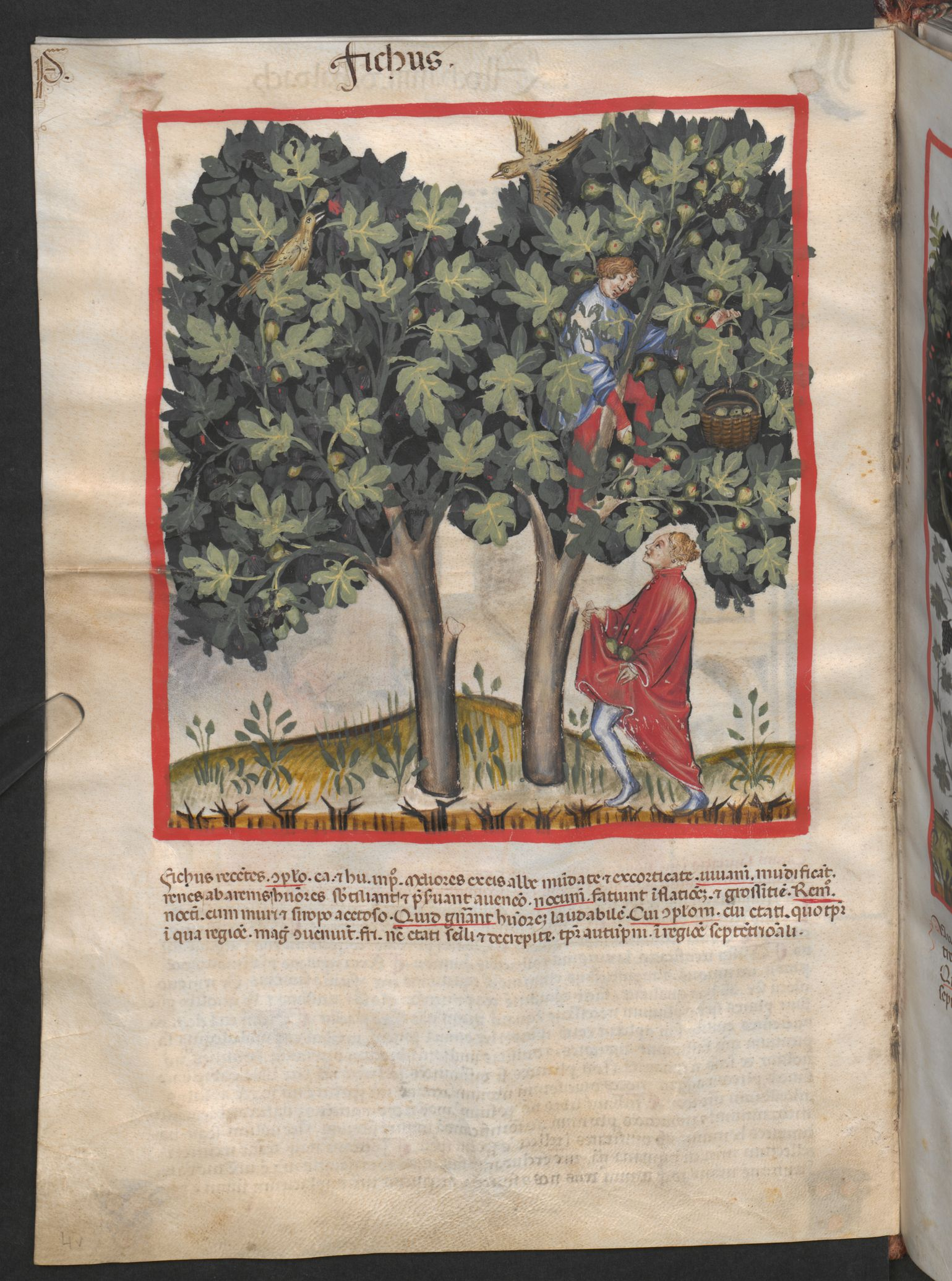
Viena, sn. 2644
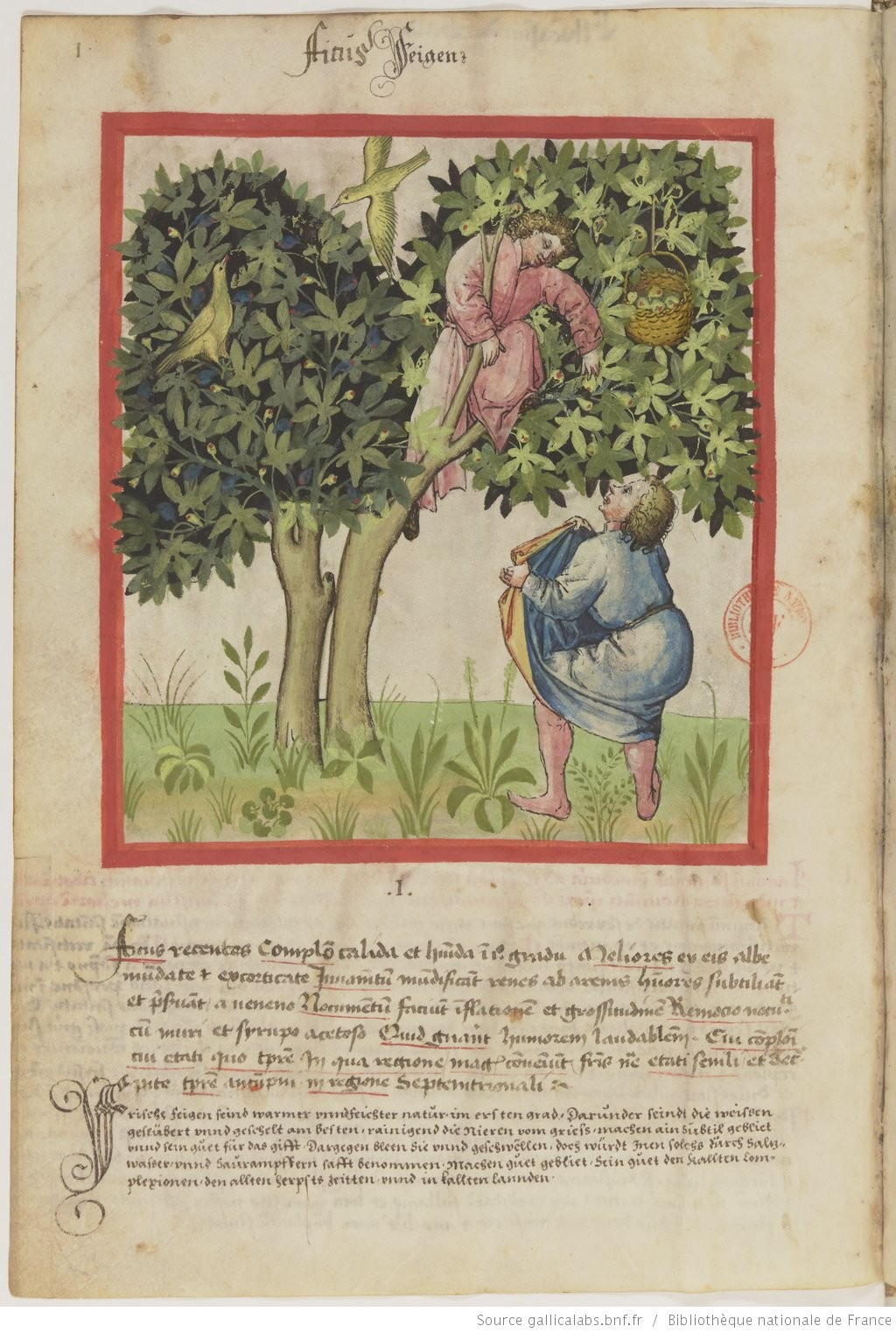
B. Casanatense, cod. 4182
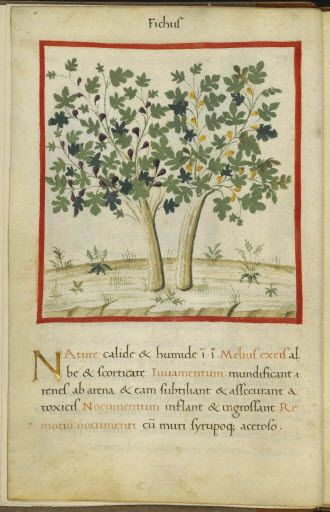
BnF París, Lat. 9333

La còpia BnF 9333 és l'única que inclou una traducció alemanya a cada llegenda, afegida posteriorment al text inicial. Des del punt de vista de les il·lustracions, els exemples de Viena, Roma i París Lat.9333 són molt semblants. L'original és probablement la còpia de Viena.
La còpia de Lieja ms. 1041 té probablement la millor execució artística dels dibuixos, però la coloració és incompleta a la gran majoria de les llegendes manuscrites, i de vegades està completament absent.

#### Temes tractats
A les còpies il·lustrades del Tacuinum, les entrades se succeeixen sense separació formal. Tanmateix, podem veure una agrupació de registres per temes, variant lleugerament segons l'exemplar consultat. Les dues categories principals d'avisos són els aliments (crus o preparats) d'una banda, i altres factors ambientals «higiènics» per l'altra, per als quals semblava aplicar-se també la teoria dels estats d'ànim i dels graus.
- Aliments
  - Fruites: figues, raïm, préssecs, prunes, magranes, codonys, mores, nespres, llimones, dàtils, plàtans...
  - Herbes: alfàbrega, mostassa, coriandre, donzell, menta, mandràgora, safrà, regalèssia...
  - Verdures: albergínia, nap, fava, fonoll, rave picant...
  - Cereals: blat, sègol, ordi, arròs, civada, mill...
  - Cereals preparats: farinetes de blat, farinetes d'ordi, pa de farina blanca, pa integral, pa de mill...
  - Lactis: llet dolça, llet agra, nata, mantega, formatge fresc, formatge curat, ricotta, ous de gallina, ous d'estruç...
  - Carn: moltó, cabrit, porc, gasela, llebre, fregits, cansalada, embotits, fetge...
  - Aus de corral: gallines, grues, paons, ànecs...
  - Vins: most, vi jove, vi vell, vinagre
  - Peixos: peix fresc, salaó, lamprees, gambes i crancs, anguiles...
  - Sucres: sucre, caramels, sucre de canya, mel...
- Altres aspectes
  - Comportaments: ball, alegria, timidesa, ira, embriaguesa, vòmits, dormir, parlar en el son, vetlles, coit...
  - Exercici físic: moviment, descans, exercici suau, muntar a cavall, lluitar, caçar
  - Roba: roba de lli, roba de llana, roba de seda...
  - Aigua: aigua de font, aigua de pluja, neu i gel, bany, aigua salada...
  - Habitatge: habitacions d'hivern, habitacions d'estiu, habitacions i la seva ventilació
  - Clima: vent del sud, vent del nord, vent de l'oest, vent de l'est, primavera, estiu, tardor, hivern
  - Regions: Regió Nord, Regió Sud, Regió Est, Regió Oest

#### Estacions

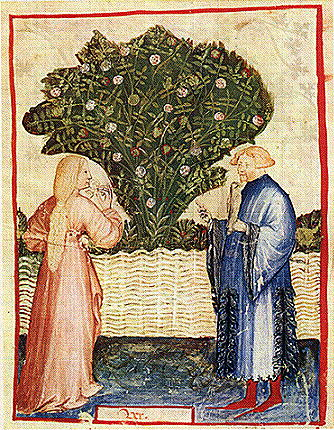
Primavera: calorosa i humida
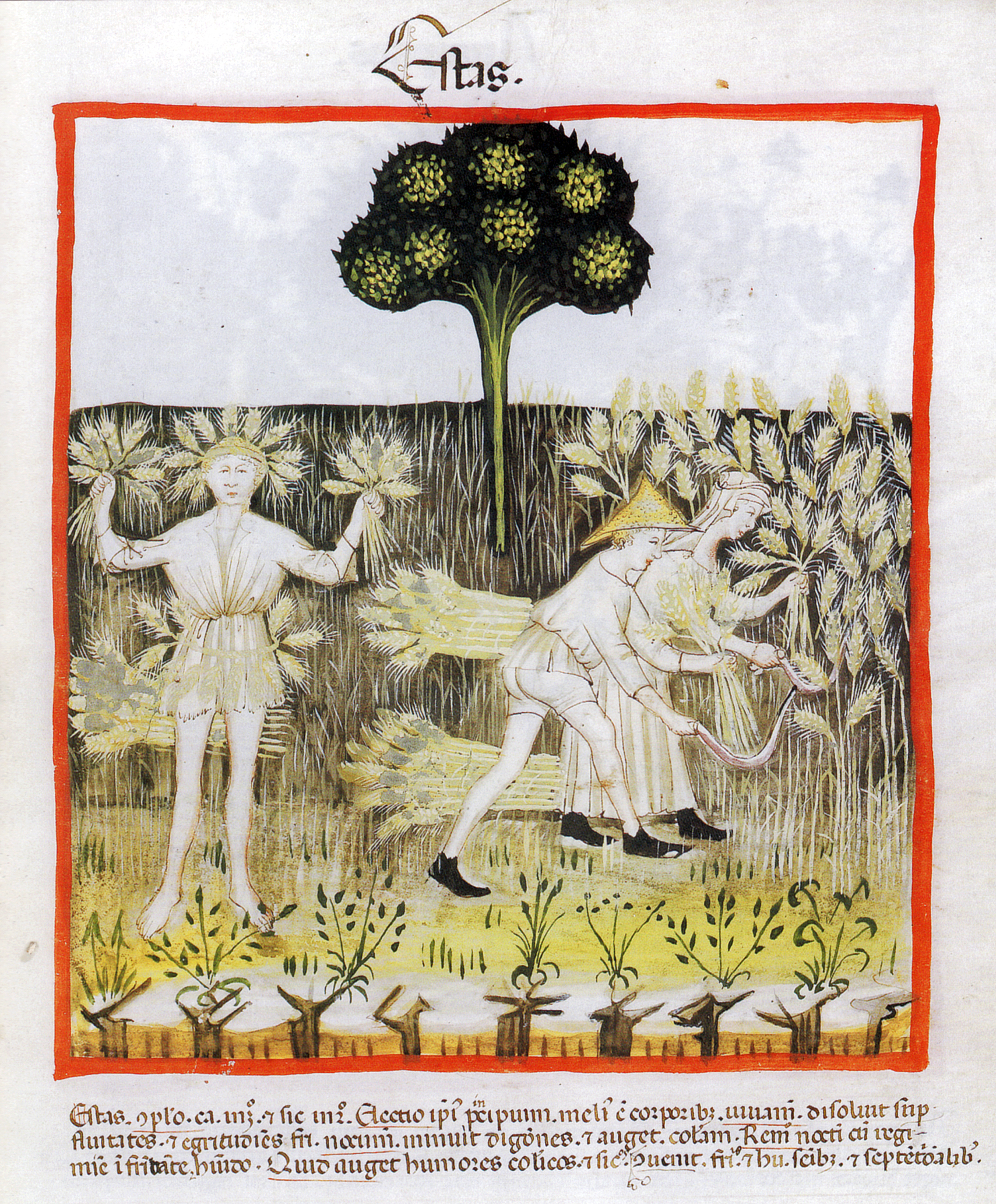
Estiu: calorós i sec
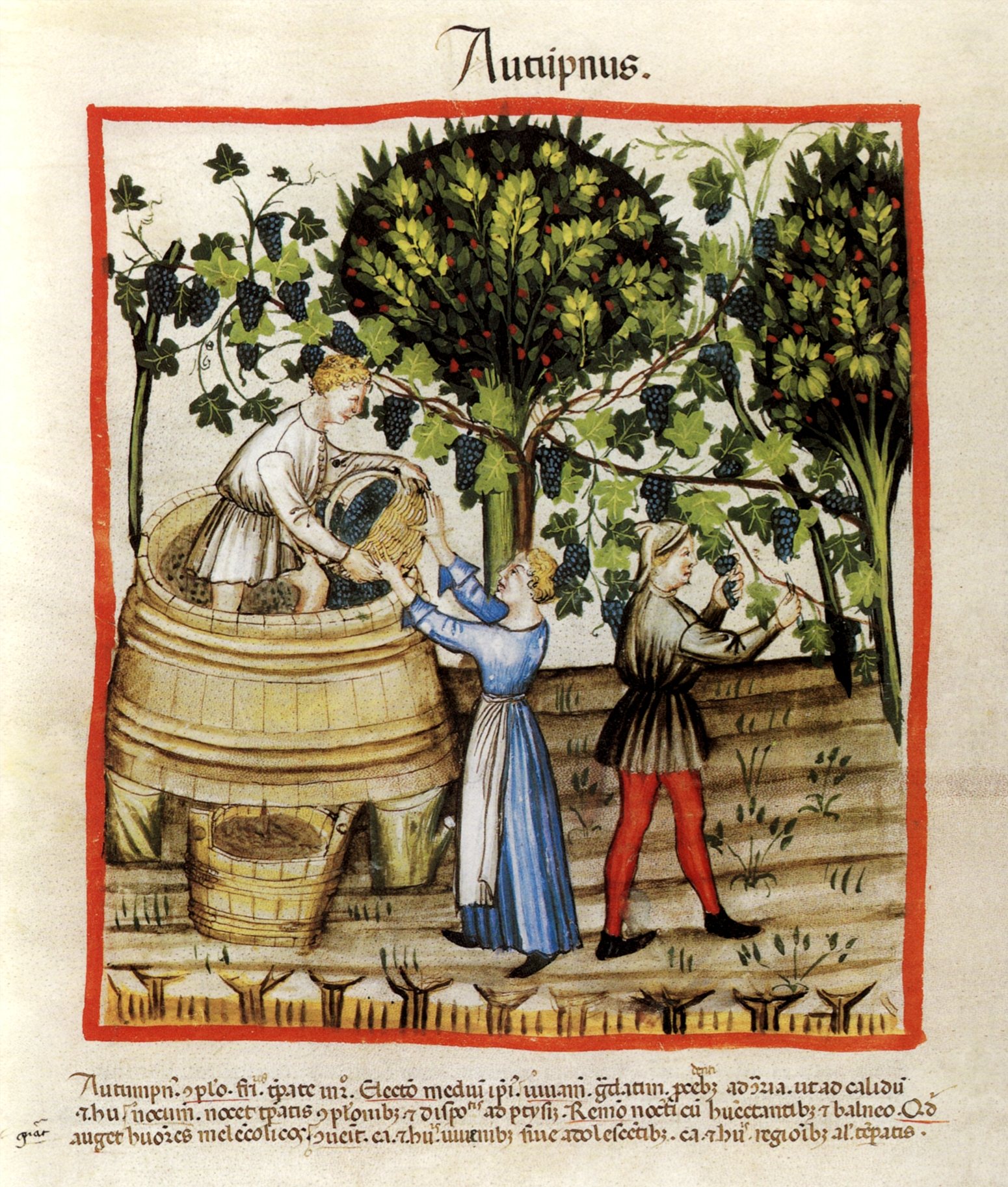
Tardor: fred i sec
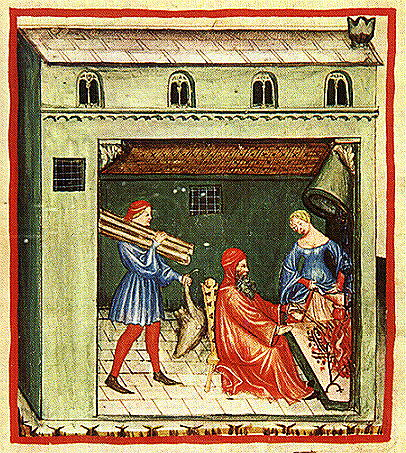
Hivern: fred i humit

#### Aliments calents i secs

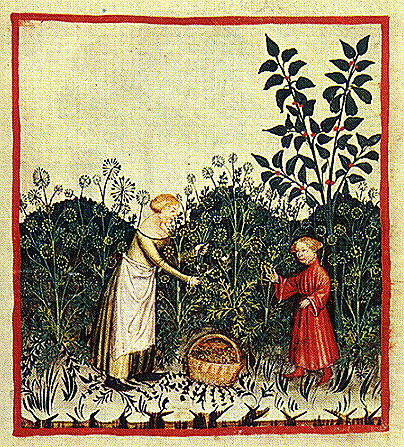
Anet: Calent i sec
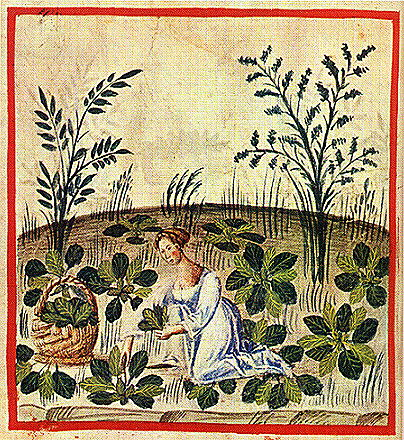
Remolatxa: calenta i seca
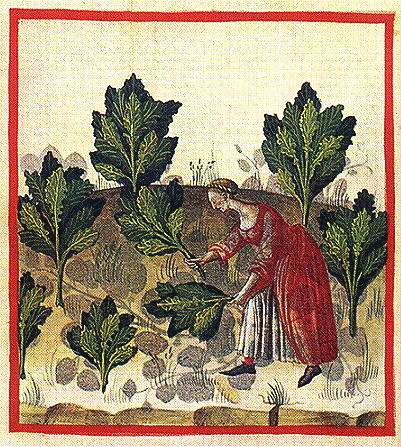
Col: calenta i seca
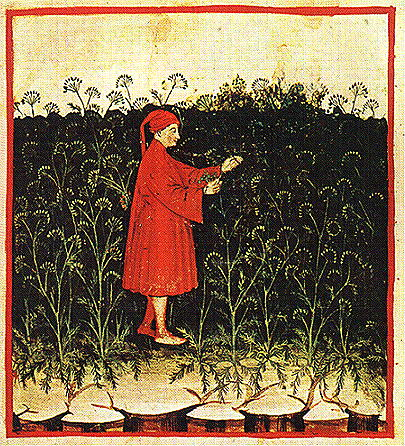
Fonoll: càlid i sec

#### Aliments freds i humits

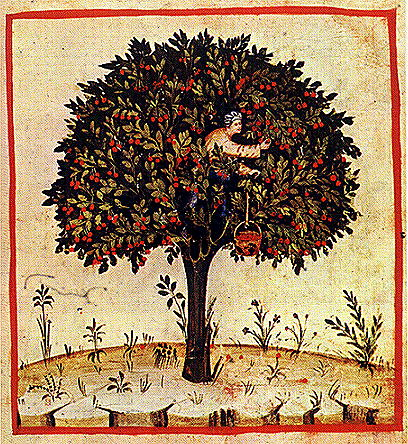
Cirera: Freda i humida
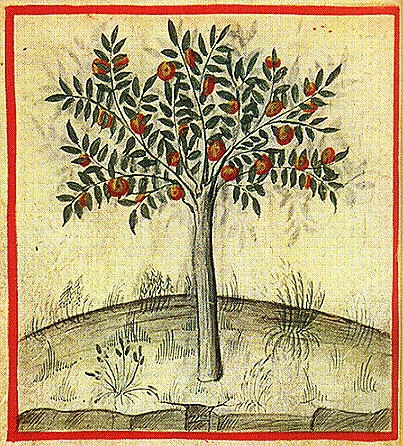
Taronja: freda i humida
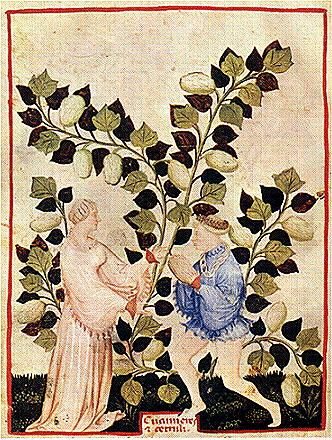
Síndria: Freda i humida
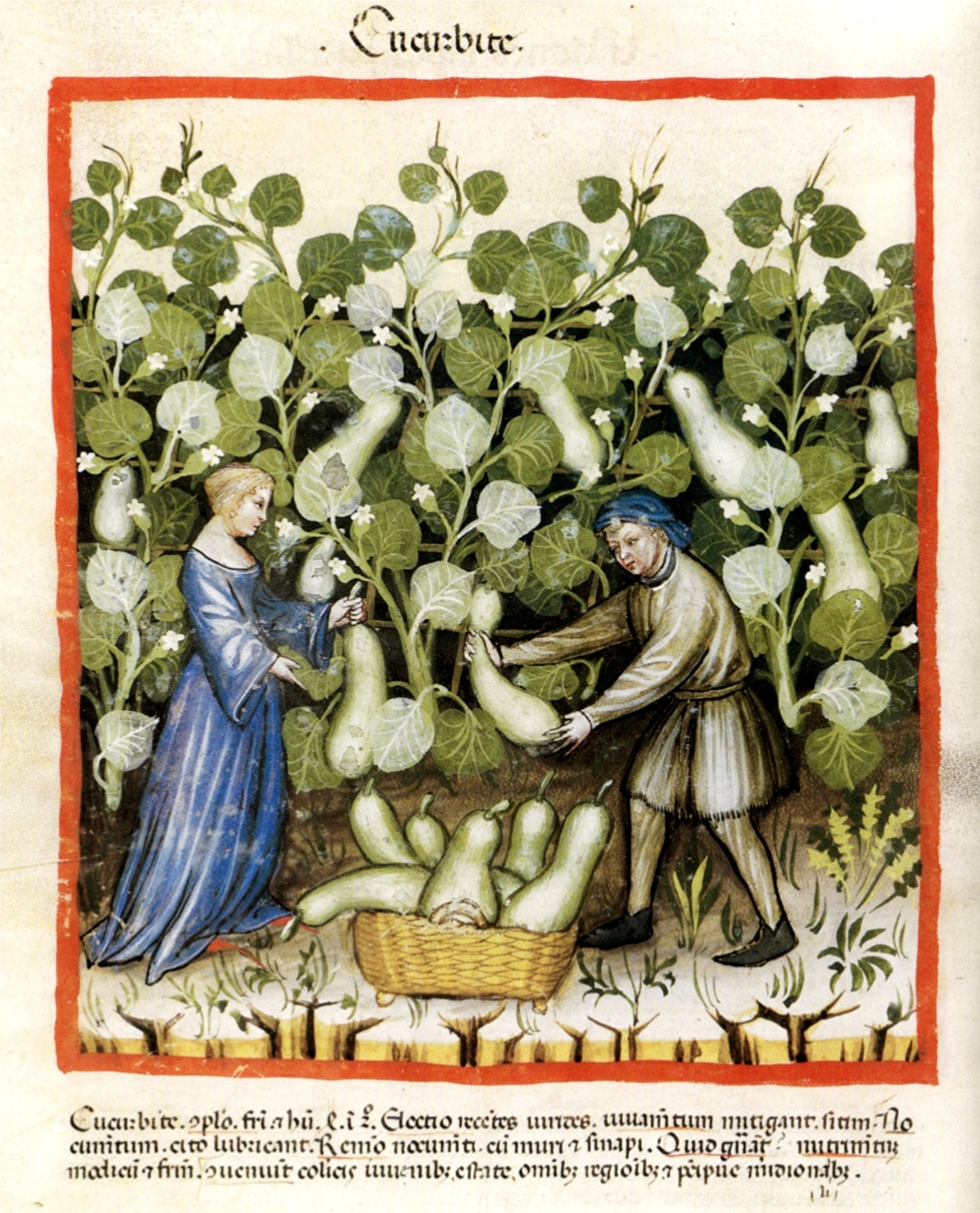
Carbassa: Freda i humida

#### Aliments freds i secs

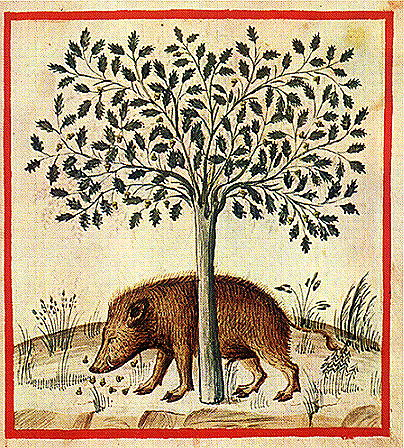
Gla: fred i sec
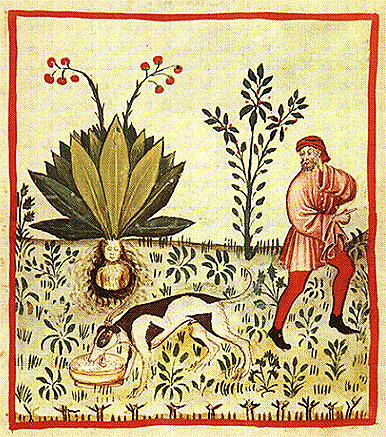
Mandràgora: Freda i seca
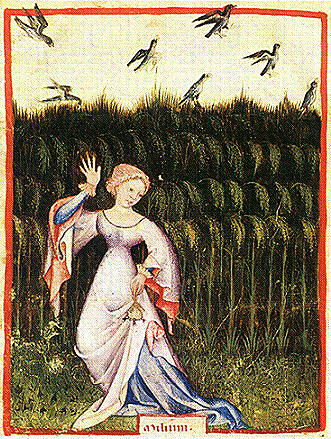
Mill: fred i sec
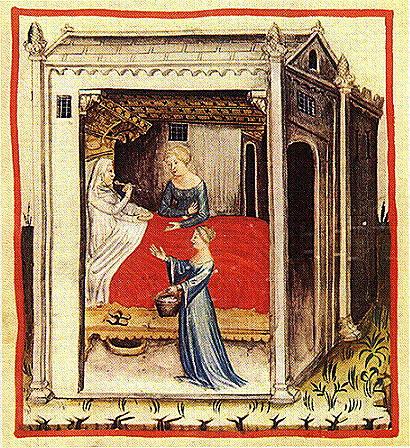
Ordi: fred i sec

#### Aliments calents i humits

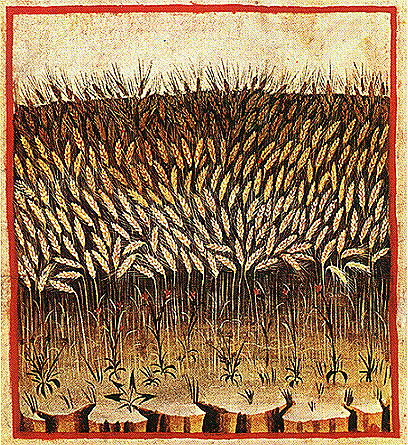
Blat: càlid i humit
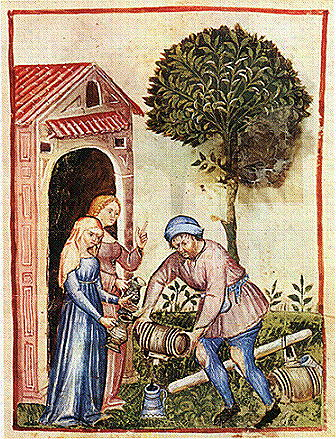
Oli d'oliva: càlid i humit
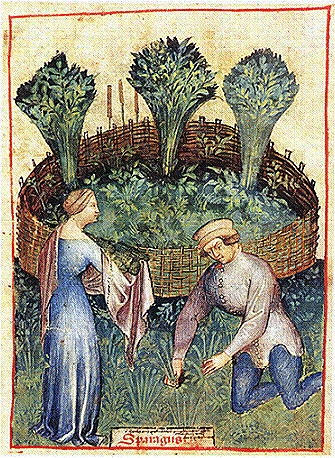
Espàrrecs: càlids i humits
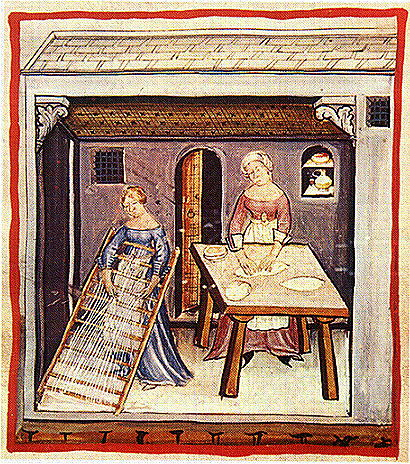
Pasta: calenta i humida

#### Exemplars coneguts
Avui dia es coneixen sis exemplars il·lustrats del Tacuinum sanitatis, conservats en institucions públiques, a les quals sovint es fa referència per la seva ubicació:
- el manuscrit Nouvelle Acquisition Latine 1673, BnF, París, origen Pàvia o Milà, 1380-1390 (103 fulls il·lustrats, 205 imatges) disponible en línia a la base de dades Mandragore. Les primeres fulles estan malmeses;
- el Tacuinum de Lieja, Biblioteca Universitària, ms 1041, 1380-1400 (86 fulls, 170 il·lustracions atribuïdes a Giovannino de' Grassi), disponible en línia;
- el Tacuinum de Viena, anomenat Cerutti, codex vindobonensis series nova 2644, Osterreischiche Nationalbibliothek, 1390-1400 (109 fulles, 218 figures), disponible en línia Arxivat 2015-06-21 a Wayback Machine.;
- el manuscrit Theatrum Sanitatis de Roma, Biblioteca Casanatense, cod. 4182, 1390-1400 (108 folis, 208 figures), l'únic que se sap que difereix pel títol;
- el manuscrit llatí 9333 Tacuinum Sanitatis disponible a Gallica, BnF, París, origen renà, 1445-1451 (104 fulls il·lustrats), còpia del manuscrit de Viena, amb traducció alemanya de cada pàgina;
- el Tacuinum de Rouen, Biblioteca Municipal, ms. 3054 (abans Leber 1088), 1450 (53 fulls), l'altra meitat del manuscrit original es conserva a Liechtenstein en una col·lecció privada;

D'altra banda, també hi ha obres derivades, més recents, que inclouen o adapten tot o part del Tacuinum:
- manuscrit 2396, Osterreischiche Nationalbibliothek, Viena, mitjan segle xv (38 fulls), resum del Tacuinum complet;

- manuscrit 5264, Osterreischiche Nationalbibliothek, Viena, c. 1480 (132 fulls), enciclopèdia mèdica, que inclou un resum del Tacuinum a les fulles 81r-117r sobre 155 aliments amb 146 figures;
- el manuscrit ms C.67 de la Biblioteca de la Universitat de Granada, 2a meitat del segle xv, una enciclopèdia, que integra (folis 82r-116r) 66 registres del Tacuinum.

## Reproduccions contemporànies

### L'art de vivre en santé(Lieja Ms 1041)
La còpia de Lieja es reprodueix a L'art de vivre en santé, acompanyada d'unes notes detallades a cada full i d'una introducció històrica de Carmélia Opsomer, directora del Departament de Manuscrits de la Universitat de Lieja.

### Edició de Vindobonensis col·lecció nova 2644 de la Biblioteca Nacional d'Àustria
L'exemplar de Viena es reprodueix a L'art de vivre au Moyen âge (L'art de viure a l'edat mitjana), presentat per Daniel Poirion i Claude Thomasset.

### Facsímil del manuscritLatin 9333de la BnF
L'any 2008, l'editorial espanyola M. Moleiro Editor va publicar un facsímil del Tacuinum sanitatis Ms. Latin 9333 conservat a la Biblioteca Nacional de França, en una edició limitada de 987 exemplars. Aquesta edició de luxe reprodueix les característiques físiques del llibre tant pel que fa a la textura i el gruix del paper com a l'enquadernació i els tancaments. Aquesta edició va acompanyada d'un volum de comentaris d'Alain Touwaide (Smithsonian Institution), Eberhard König (Universitat Lliure de Berlín) i Carlos Miranda García-Tejedor.